# 北海道湧別高等学校
北海道湧別高等学校（ほっかいどうゆうべつこうとうがっこう、Hokkaido Yubetsu High School）は、北海道紋別郡湧別町にある公立（道立）の高等学校である。学科は普通科、中高一貫制男女共学。

## 概要
湧別高等学校は、1953年に設置許可され、1955年、上湧別高等学校の廃止により定時制課程4学級を併置。又、1956年、下湧別高等学校の廃止により同校職員生徒を併合し、同年道立移管となる。2005年度から湧別町内の中学校3校（湧別町立上湧別中学校・湧別町立湧別中学校・湧別町立湖陵中学校）と中高一貫教育（連携型）の実施を目指した実践研究を行っている 。 2009年に旧湧別町と旧上湧別町が合併するまで、複数の市町村にまたがる中高一貫教育としては、北海道内初の取り組みであった。
STC（School To Career）プログラムを実施している。STCによるキャリア教育とは、中高一貫教育の中で、児童生徒の勤労観・職業観を育成するプログラムである。

## 沿革
- 1953年4月 - 北海道湧別高等学校の設置許可。その4日後に、仮校舎（中湧別中学校）において開校式並びに第一回入学式挙行。
- 1955年10月 - 北海道上湧別高等学校の廃止により定時制課程4学級を併置。
- 1956年3月 - 第1回卒業式挙行。4月、道立移管許可。8月、北海道下湧別高等学校の廃止により同校職員生徒を併合。
- 1961年4月 - 定時制課程募集停止。
- 1965年3月 - 定時制課程閉課。
- 1993年12月 - 創立40周年記念式典挙行並びに校訓「自ら求めよ」制定と校訓碑建立。
- 1995年4月 - 「特色ある学校づくり推進事業」実施指定校（1995～1996年度）。
- 2003年4月 - 中高一貫教育推進指定校。10月、北海道パイオニアハイスクール奨励校（中高一貫教育の導入）。翌日、創立50周年記念式典挙行。
- 2005年4月 - 湧別地区内の中学校3校と、文部科学省認定連携型の中高一貫教育導入。
- 2006年 - 北海道学力向上推進事業、高等学校学力アッププロジェクト推進協力校（2008年まで）。
- 2007年 - 文部科学省、平成19年度高等学校におけるキャリア教育の在り方に関する調査研究推進指定校。
- 2019年3月 - 日本電気協会主催、第13回エネルギー教育賞で優秀賞・選考委員会特別賞授与[3]。

## 部活動
- 運動部
  - バスケットボール部
  - バレーボール部
  - 陸上部
  - ラグビーフットボール部
  - ボランティア部
- 同好会
  - 国際交流同好会
- 外局 
  - 吹奏楽局
  - 新聞局
  - 図書局
  - 放送局
- 文化部
  - 生徒会執行部

## 学校行事
- 2月16日 - 2月18日 宿泊研修
- 3月10日 スキー遠足
- 4月9日 新入生歓迎会
- 7月10日 - 7月12日 文化祭（湧虹祭）
- 9月 強歩大会（男子45K・女子35K）
- 10月20日 - 10月21日 職場体験
- 11月5日 中学生体験入学
- 12月4日 - 12月8日 見学旅行
- 12月22日 球技大会

## 著名な出身者
- 鍋島將起（元サッカー審判員）
- 町麻衣（漫画家）
- 尾﨑晌（実業家、合気道家）